# جيري باربر
جيري باربر (بالإنجليزية: Jerry Barber)‏ هو لاعب غولف أمريكي، ولد في 25 أبريل 1916 في وودسون في الولايات المتحدة، وتوفي في 23 سبتمبر 1994 في غلينديل في الولايات المتحدة.

## وصلات خارجية
- جيري باربر على موقع رابطة لاعبي الغولف المحترفين (الإنجليزية)
- جيري باربر على موقع إن إن دي بي (الإنجليزية)